# Gerhard Linn
Gerhard Linn (* 12. August 1935 in Berlin; † 11. August 2022 in Heidelberg) war ein deutscher evangelisch-lutherischer Theologe, Pfarrer und Ökumeniker.

## Leben
Linn erwarb nach dem Besuch der Volksschule und einer weiterführenden Einrichtung seine Hochschulreife. Danach studierte er Evangelische Theologie in Jena und Berlin. Von 1958 bis 1966 war er Vikar und Pfarrer in Thüringen. Von 1966 bis 1978 wurde er zum Leiter des Missionarischen Dienstes der Evangelischen Kirche in Berlin-Brandenburg berufen. Danach arbeitete er in der Theologischen Studienabteilung des Bundes der Evangelischen Kirchen in der DDR. Er hielt Kontakte und pflegte die Beziehungen des Kirchenbundes zu den ökumenischen Gremien Konferenz der Europäischen Kirchen (KEK) und dem Ökumenischen Rat der Kirchen (ÖRK).
Gerhard Linn beteiligte sich an der Arbeit der Christlichen Friedenskonferenz (CFK) und war Teilnehmer der I. Allchristlichen Friedensversammlung (ACFV) 1961 in Prag.
Nach der Wende wurde er Gemeindepfarrer in Schönerlinde und Schönwalde. Nebenher arbeitete er weiterhin wissenschaftlich in theologischen Zeitschriften und Standard-Lexika wie dem Werk „Die Religion in Geschichte und Gegenwart“ mit.

## Veröffentlichungen
- Ihr sollt meine Zeugen sein: geht hin. Frankfurt am Main Lembeck, 2004
- Schritte der Hoffnung. Neukirchener Verlag, Neukirchen-Vluyn 1999
- Hear what the spirit says to the churches. WCC Publ., Genf ca. 1994
- Emilio Castro. 1. Aufl. Union-Verlag, Berlin 1990
- Gespräch mit dem Neuen Testament. Evangelische Haupt-Bibelges., Berlin 1970
- Gespräch mit dem Alten Testament. Evangelische Haupt-Bibelges., Berlin 1969
- Konferenz europäischer Kirchen (KEK). In: RGG, 4. Band, Sp. 1541–43
- Zur Arbeit des Missionarischen Dienstes der Evangelischen Kirche Berlin-Brandenburg 1966–1973. Typoskript, 1975
- Der Ökumenische Rat der Kirchen und die Kirchen in Osteuropa. In: Evangelische Akademie Berlin-Brandenburg (Hg.): Die Staat-Kirche-Beziehungen in der DDR und anderen ehemals sozialistischen Ländern 1945 bis 1989. S. 79–82
- Die missionarische Aufgabe der Kirche in den Umbrüchen Osteuropas. In: ZIM 16, 1990, 97–103
- Ökumene. Hoffnung für eine gespaltene Menschheit? EVA, Leipzig 1992